# Hacıhasan, Alaplı
Hacıhasan là một xã thuộc huyện Alaplı, tỉnh Zonguldak, Thổ Nhĩ Kỳ. Dân số thời điểm năm 2011 là 652 người.